# Allium rude
Allium rude — вид рослин з родини амарилісових (Amaryllidaceae); ендемік Китаю.

## Опис
Цибулина одиночна, циліндрична, іноді вузько-яйцювато-циліндрична, 0.5–1(1.5) см у діаметрі; оболонка від коричневої до блідо-коричневої. Листки лінійні, від коротших до майже рівних стеблині, 3–10 мм завширшки, плоскі. Стеблина 20–70 см, кругла в перерізі, вкрита листовими піхвами лише в основі. Зонтик кулястий, густо багатоквітковий. Оцвітина від блідо-жовтої до зеленувато-жовтої; сегменти від довгасто-еліптичних до довгасто-яйцюватих, 5–6 × 2–2.5(3) мм; внутрішні іноді трохи довші, ніж зовнішні. Період цвітіння й плодоношення: липень — вересень.

## Поширення
Ендемік Китаю — південний Ганьсу, південно-східний Цінхай, західний Сичуань, східний Тибетський автономний район.
Населяє вологі схили, луки; 2700–5000 м.